# Fontaines protégées aux monuments historiques en Bourgogne-Franche-Comté
Cet article dresse la liste des fontaines protégées au titre des monuments historiques dans la région de Bourgogne-Franche-Comté.
| Nom                                                   | Commune                 | Département           | identifiant Mérimée   | Statut | date de protection    | image |
| ----------------------------------------------------- | ----------------------- | --------------------- | --------------------- | --- | --------------------- | ----- |
| fontaine Attiret                                      | Dole                    | Jura                  | PA00101846            | monument historique inscrit                                                                                               | 1926-11-15            |       |
| Grande Fontaine et pont roman                         | Dole                    | Jura                  | PA00101847            | monument historique inscrit                                                                                               | 1950-03-06 1996-08-19 |       |
| fontaine aux Dauphins                                 | Lons-le-Saunier         | Jura                  | PA00101891            | monument historique inscrit                                                                                               | 1970-07-09            |       |
| fontaine d'Arinthod                                   | Arinthod                | Jura                  | PA00101807            | monument historique classé                                                                                                | 1971-01-06            |       |
| fontaine de Baume-les-Messieurs                       | Baume-les-Messieurs     | Jura                  | PA00101815 IA00015403 | monument historique classé                                                                                                | 1907-12-12            |       |
| fontaine-lavoir de Villechantria                      | Villechantria Val Suran | Jura                  | PA39000031            | monument historique inscrit                                                                                               | 1997-01-08            |       |
| fontaine-lavoir de Cernans                            | Cernans                 | Jura                  | PA39000066            | monument historique inscrit                                                                                               | 2006-10-27            |       |
| fontaine de Moissey                                   | Moissey                 | Jura                  | PA00101956            | monument historique classé                                                                                                | 1942-02-13            |       |
| fontaine-lavoir de la Platière                        | Mutigney                | Jura                  | PA00101968            | monument historique inscrit                                                                                               | 1979-10-18            |       |
| fontaine-lavoir du Château                            | Mutigney                | Jura                  | PA00101967            | monument historique inscrit                                                                                               | 1979-12-31            |       |
| fontaine-lavoir de Peintre                            | Peintre                 | Jura                  | PA00101989            | monument historique inscrit                                                                                               | 1986-05-20            |       |
| fontaine-lavoir de Menotey                            | Menotey                 | Jura                  | PA00101949            | monument historique inscrit                                                                                               | 1946-11-19            |       |
| fontaine du Lavoir                                    | Sermange                | Jura                  | PA00102038            | monument historique inscrit                                                                                               | 1941-12-09            |       |
| fontaine de Sermange                                  | Sermange                | Jura                  | PA00102039            | monument historique classé                                                                                                | 1970-12-22            |       |
| fontaine de Thervay                                   | Thervay                 | Jura                  | PA00102080            | monument historique inscrit                                                                                               | 1990-07-31            |       |
| fontaine Truchot                                      | Salins-les-Bains        | Jura                  | PA00102079            | monument historique classé                                                                                                | 1992-08-31            |       |
| fontaine de l'hôtel de ville de Moirans-en-Montagne   | Moirans-en-Montagne     | Jura                  | PA39000077            | monument historique inscrit                                                                                               | 2007-09-19            |       |
| fontaine d'Offlanges                                  | Offlanges               | Jura                  | PA39000087            | monument historique inscrit                                                                                               | 2008-05-27            |       |
| fontaine des Morts                                    | Poligny                 | Jura                  | PA00101999            | monument historique classé                                                                                                | 1911-01-19            |       |
| fontaine du Cheval Marin                              | Poligny                 | Jura                  | PA00102075            | monument historique classé                                                                                                | 1992-08-31            |       |
| fontaine de la Sirène                                 | Poligny                 | Jura                  | PA00102076            | monument historique inscrit                                                                                               | 1990-07-31            |       |
| fontaine-lavoir de Cressia                            | Cressia                 | Jura                  | PA39000051            | monument historique inscrit                                                                                               | 2002-12-27            |       |
| fontaine-lavoir d'Orchamps                            | Orchamps                | Jura                  | PA00102093            | monument historique inscrit                                                                                               | 1991-06-13            |       |
| fontaine de Longchamp                                 | Longchamp               | Côte-d'Or             | PA00112512            | monument historique inscrit                                                                                               | 1971-01-06            |       |
| fontaine gallo-romaine de Beurey-Bauguay              | Beurey-Bauguay          | Côte-d'Or             | PA00112135            | monument historique classé                                                                                                | 1924-03-13            |       |
| fontaine de Baulme-la-Roche                           | Baulme-la-Roche         | Côte-d'Or             | PA00112097            | monument historique classé                                                                                                | 1981-12-28            |       |
| fontaine du Buet                                      | Sacquenay               | Côte-d'Or             | PA00112617            | monument historique inscrit                                                                                               | 1926-05-26            |       |
| fontaine Cour                                         | Sacquenay               | Côte-d'Or             | PA00112618            | monument historique inscrit                                                                                               | 1926-05-26            |       |
| fontaine de Pidance                                   | Sacquenay               | Côte-d'Or             | PA00112619            | monument historique inscrit                                                                                               | 1926-05-26            |       |
| fontaine de la Samaritaine                            | Saint-Seine-l'Abbaye    | Côte-d'Or             | PA00112641            | monument historique classé                                                                                                | 1914-09-22            |       |
| fontaine Saint-Andoche                                | Saulieu                 | Côte-d'Or             | PA00112654            | monument historique inscrit                                                                                               | 1925-11-10            |       |
| fontaine de l'État-Major                              | Besançon                | Doubs                 | PA00101476            | monument historique inscrit                                                                                               | 1937-10-21            |       |
| fontaine des Clarisses                                | Besançon                | Doubs                 | PA00101474            | monument historique inscrit                                                                                               | 1935-07-22            |       |
| fontaine des Carmes                                   | Besançon                | Doubs                 | PA00101517            | monument historique classé                                                                                                | 1922-11-10            |       |
| fontaine des Dames                                    | Besançon                | Doubs                 | PA00101475            | monument historique classé                                                                                                | 1921-08-16            |       |
| fontaine du Doubs                                     | Besançon                | Doubs                 | PA00101478            | monument historique classé                                                                                                | 1921-08-16            |       |
| fontaine Saint-Quentin                                | Besançon                | Doubs                 | PA00101477            | monument historique inscrit                                                                                               | 1937-10-21            |       |
| fontaine de Sainte-Marie                              | Sainte-Marie            | Doubs                 | PA00101723            | monument historique inscrit                                                                                               | 1979-03-06            |       |
| fontaine-lavoir d'Hyèvre-Paroisse                     | Hyèvre-Paroisse         | Doubs                 | PA00101655            | monument historique inscrit                                                                                               | 1981-09-29            |       |
| fontaine-lavoir de Loray                              | Loray                   | Doubs                 | PA00101663            | monument historique inscrit                                                                                               | 1979-03-06            |       |
| fontaine d'Étuz                                       | Étuz                    | Haute-Saône           | PA00102152            | monument historique inscrit                                                                                               | 1979-03-30            |       |
| fontaine Saint-Pierre-Fourier                         | Gray                    | Haute-Saône           | PA70000039            | monument historique inscrit                                                                                               | 2000-03-27            |       |
| fontaine François-Devosge                             | Gray                    | Haute-Saône           | PA70000040            | monument historique inscrit                                                                                               | 2000-03-27            |       |
| grande fontaine-lavoir de Velotte                     | Amblans-et-Velotte      | Haute-Saône           | PA00102107            | monument historique inscrit                                                                                               | 1986-01-02            |       |
| grande fontaine de Mollans                            | Mollans                 | Haute-Saône           | PA70000088            | monument historique inscrit                                                                                               | 2008-02-06            |       |
| fontaine d'Esprels                                    | Esprels                 | Haute-Saône           | PA00102151            | monument historique inscrit                                                                                               | 1967-04-07            |       |
| grande fontaine de Vauvillers                         | Vauvillers              | Haute-Saône           | PA70000101            | monument historique inscrit                                                                                               | 2011-01-27            |       |
| fontaine Napoléon de Bouligney                        | Bouligney               | Haute-Saône           | PA70000001            | monument historique inscrit                                                                                               | 1996-12-09            |       |
| grande fontaine de Gy                                 | Gy                      | Haute-Saône           | PA70000051            | monument historique inscrit                                                                                               | 2001-07-19            |       |
| fontaine-lavoir du Savourot                           | Héricourt               | Haute-Saône           | PA00102194            | monument historique inscrit                                                                                               | 1979-05-16            |       |
| fontaine-lavoir de Fallon                             | Fallon                  | Haute-Saône           | PA00102153            | monument historique classé                                                                                                | 1988-08-05            |       |
| fontaine-lavoir de Fontenois-lès-Montbozon            | Fontenois-lès-Montbozon | Haute-Saône           | PA00102165            | monument historique inscrit                                                                                               | 1979-06-25            |       |
| grande fontaine d'Igny                                | Igny                    | Haute-Saône           | PA00102311            | monument historique inscrit                                                                                               | 1990-07-11            |       |
| fontaine-lavoir sud                                   | Oyrières                | Haute-Saône           | PA00102240            | monument historique classé                                                                                                | 1988-08-05            |       |
| fontaine-lavoir de Pennesières                        | Pennesières             | Haute-Saône           | PA70000070            | monument historique inscrit                                                                                               | 2004-08-03            |       |
| fontaine-lavoir de Lomont                             | Lomont                  | Haute-Saône           | PA00102198            | monument historique inscrit                                                                                               | 1980-12-31            |       |
| grande fontaine de Frasne-le-Château                  | Frasne-le-Château       | Haute-Saône           | PA70000005            | monument historique inscrit                                                                                               | 1996-12-05            |       |
| fontaine du Cygne                                     | Montbozon               | Haute-Saône           | PA00102227            | monument historique classé                                                                                                | 1977-12-21            |       |
| fontaine de Faucogney-et-la-Mer                       | Faucogney-et-la-Mer     | Haute-Saône           | PA00102310            | monument historique classé                                                                                                | 1992-06-12            |       |
| grande fontaine                                       | Boult                   | Haute-Saône           | PA70000002            | monument historique inscrit                                                                                               | 1996-12-05            |       |
| fontaine-lavoir de Montagney                          | Montagney               | Haute-Saône           | PA00102226            | monument historique inscrit monument sélectionné par la mission d'identification du patrimoine immobilier en péril (2018) | 1986-01-02            |       |
| fontaine Marianne                                     | Jussey                  | Haute-Saône           | PA70000041            | monument historique inscrit                                                                                               | 2000-12-21            |       |
| fontaine Saint-Lazare                                 | Autun                   | Saône-et-Loire        | PA00113078            | monument historique classé                                                                                                | 1862                  |       |
| fontaine de Neptune                                   | Chalon-sur-Saône        | Saône-et-Loire        | PA00113154            | monument historique inscrit                                                                                               | 1926-11-15            |       |
| fontaine de la rue d'Avril                            | Cluny                   | Saône-et-Loire        | PA00113225            | monument historique inscrit                                                                                               | 1941-03-14            |       |
| fontaine des Serpents                                 | Cluny                   | Saône-et-Loire        | PA00113226            | monument historique inscrit                                                                                               | 1946-12-09            |       |
| fontaine aux Dauphins                                 | Givry                   | Saône-et-Loire        | PA00113289            | monument historique classé                                                                                                | 1931-10-29            |       |
| fontaine de 1829                                      | Givry                   | Saône-et-Loire        | PA00113290            | monument historique inscrit                                                                                               | 1932-06-10            |       |
| fontaine-lavoir de Sennecey-le-Grand                  | Sennecey-le-Grand       | Saône-et-Loire        | PA00113476 IA71000899 | monument historique inscrit bien recensé dans l'Inventaire général du patrimoine culturel                                 | 1941-09-10            |       |
| Petite fontaine                                       | Belfort                 | Territoire de Belfort | PA00101137            | monument historique classé                                                                                                | 1908-09-16            |       |
| fontaine-lavoir du château de Bourogne                | Bourogne                | Territoire de Belfort | PA00101144            | monument historique inscrit                                                                                               | 1980-11-06            |       |
| fontaine-lavoir du corps de garde                     | Bourogne                | Territoire de Belfort | PA00101145            | monument historique inscrit                                                                                               | 1980-11-06            |       |
| fontaine Saint-Léger de Montbouton                    | Montbouton              | Territoire de Belfort | PA00101152            | monument historique inscrit                                                                                               | 1980-11-06            |       |
| fontaine-lavoir et abreuvoir de Saint-Dizier-l'Évêque | Saint-Dizier-l'Évêque   | Territoire de Belfort | PA90000009            | monument historique inscrit                                                                                               | 2006-10-27            |       |
| fontaine-abreuvoir-lavoir de Santigny                 | Santigny                | Yonne                 | PA00113844            | monument historique classé                                                                                                | 1983-02-21            |       |
| fontaine Chataigner                                   | Bléneau                 | Yonne                 | PA00113625            | monument historique inscrit                                                                                               | 1984-05-30            |       |
| fontaine du Patis                                     | Tonnerre                | Yonne                 | PA00135249            | monument historique inscrit                                                                                               | 1995-04-03            |       |
| fontaine Saint-Gauthier                               | Tanlay                  | Yonne                 | PA00113896            | monument historique inscrit                                                                                               | 1926-05-05            |       |